# Navàs
Navàs oder Navars (früher Castelladral) ist ein Ort und eine Gemeinde (municipi) mit 6.185 Einwohnern (Stand: 2024) in der Comarca Bages in der Provinz Barcelona in der Autonomen Region Katalonien. Zur Gemeinde gehören auch die Ortschaften Castelladral, El Mujal, El Palà de Torroella, Sant Cugat del Racó, Sant Salvador de Torroella und Valldeperes, von denen die meisten jedoch nur noch wenige Einwohner haben.

## Lage
Navàs liegt in einer Höhe von etwa 365 Metern ü. d. M. am Westufer des Riu Llobregat in der Kulturlandschaft Pla de Bages. Die Städte Barcelona und Manresa liegen etwa 86 Kilometer (Fahrtstrecke) südöstlich bzw. etwa 25 Kilometer südwestlich.

## Bevölkerungsentwicklung
| Jahr      | 1960  | 1970  | 1981  | 1990  | 2000  | 2012  |
| Einwohner | 4.068 | 5.036 | 5.229 | 5.473 | 5.722 | 6.145 |

In der zweiten Hälfte des 19. Jahrhunderts hatte die Gemeinde etwa 1.200 Einwohner; seitdem ist ein anhaltendes Bevölkerungswachstum zu verzeichnen, das auch durch die Mechanisierung der Landwirtschaft nicht unterbrochen wurde.

## Wirtschaft
Früher lebten die Einwohner hauptsächlich als Selbstversorger von der Landwirtschaft, zu der auch der Anbau von Wein und die Haltung von Vieh gehörte. Im ausgehenden 18. und frühen 19. Jahrhundert entwickelte sich die Region Pla de Bages zu einem bedeutenden Weinbaugebiet, doch hatten die Gemeinden deshalb ganz besonders unter der Reblauskrise zu leiden. Die im Ort ansässige Textilindustrie sorgte bis in die Mitte des 20. Jahrhunderts für Arbeitsplätze. In den letzten Jahrzehnten siedelten sich kleinere Handwerks- und Industriebetriebe an. Weite Teile des Gemeindegebietes sind bewaldet und so spielt die Forstwirtschaft ebenfalls eine bedeutsame Rolle.

## Geschichte
Aus iberischer, römischer, westgotischer und islamischer Zeit sind bislang keine Funde gemacht worden. Im 9. und 10. Jahrhundert wurde das Gebiet durch die Grafen von Barcelona aus den Händen des Islam zurückerobert (reconquista), wiederbesiedelt (repoblación) und mit Burgen (castells) gesichert. Urkundlich ist der Ort in dieser Zeit unter dem Namen Nabares oder Nabars überliefert.

## Sehenswürdigkeiten
Navars

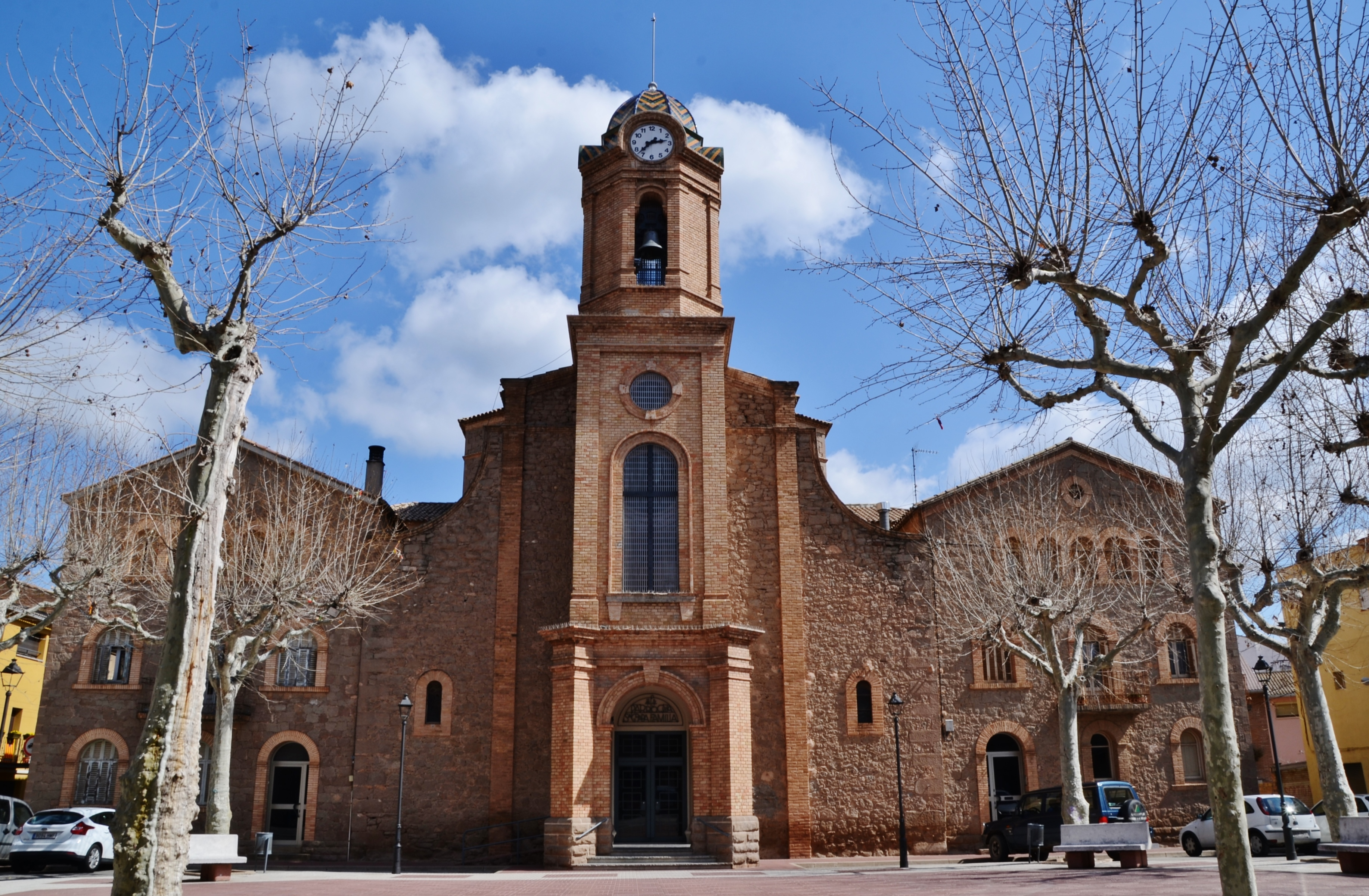
Navàs – Sagrada Familia

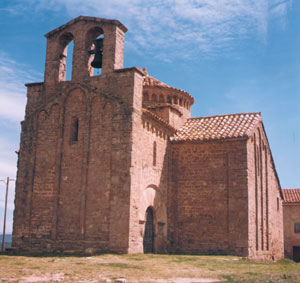
Sant Cugat del Racó

- Die meisten Gebäude der Kleinstadt sind jüngeren Datums (Kirche Sagrada Família 1897, Rathaus 1957).

Castelladral
- Die Kirche Sant Miquel entstammt ursprünglich dem 11. Jahrhundert; sie wurde jedoch im 17./18. Jahrhundert grundlegend verändert.

Valldeperes
- Die kleine einschiffige Kirche Santa Fe stammt aus dem 12. Jahrhundert und verfügt über ein Querschiff mit Apsiden. Über dem im Jahr 1658 erneuerten Westportal erhebt sich ein zweigeteilter Glockengiebel (espadanya).

Sant Cugat del Racó
- Die im 11. Jahrhundert erbaute ehemalige Prioratskirche Sant Cugat del Racó ist ein Schmuckstück romanischer Baukunst in der gesamten Region.

Les Esglésies
- Im Weiler Les Esglésies (41° 53′ 33,7″ N, 1° 49′ 21,3″ O) steht eine weitere romanische Kirche, die in ihrer Ostpartie Ähnlichkeiten zur benachbarten Kirche von Sant Cugat del Racó aufweist. (→ Weblink)

## Persönlichkeiten
- Antonio Deig Clotet (1926–2003), römisch-katholischer Geistlicher, Bischof von Menorca (1977–1990) und Solsona (1990–2001)